# Eifelradio Bitburg 87.8

Logo

Eifelradio Bitburg 87.8 war ein lokaler Hörfunksender für die Region Bitburg. Ursprünglich sollte auch in der Region Daun / Gerolstein auf UKW 92,2 das Programm gesendet werden, damit auch die Vulkaneifel versorgt ist. Aus wirtschaftlichen Gründen wurde dieses Projekt jedoch eingestellt. In Bitburg wird vom Bitburger Fernmeldeturm auf UKW 87,8 seitdem das Programm von Antenne Trier ausgestrahlt. Die geplante Frequenz 92,2 in Daun ist nie in Betrieb gegangen.
Eifelradio Bitburg 87.8 startete im November 2013 seinen Sendebetrieb. Bis dahin lief ein Übergangsprogramm Cityradio Trier 88.4 vom Fernmeldeturm Welschbillig, Windmühle. Das ehemalige Schwesterprogramm: 94.7 Radio Wittlich wurde ebenfalls eingestellt. Allerdings wurde die Frequenz stillgelegt, sodass dort kein Lokalradio mehr empfangbar ist. „Mutter“-Programm war Cityradio Trier 88.4, was heute neben der Trier Frequenz 88,4 in Saarburg auf 94,7 empfangbar ist und in Bitburg auf 87,8.
Betreiber ist die Cityradio Trier GmbH. Gesendet wird ein Musik- und Informationsprogramm mit dem Schwerpunkt Popmusik. Der Sender ist ein Teil von „The Radio Group“. Das Programm wird im Funkhaus an der Porta Nigra produziert.
Das Sendegebiet zieht sich vom Stadtgebiet Trier hinaus über Schweich bis Wittlich, Wittlich über Konz bis Saarburg und über Trierweiler und Welschbillig bis nach Bitburg.

## Empfang
Die Frequenz 87,8 vom Fernmeldeturm Bitburg ist seit November 2013 aufgeschaltet. Man empfängt ihn im Raum Bitburg. Hier läuft das Programm Cityradio Trier, was ebenfalls auf den Frequenzen Trier 88,4 und Trierweiler 94,7 ausgestrahlt wird. In der Region Daun/Gerolstein wird kein Programm angeboten.